# Mirándote (álbum)
Mirándote es el séptimo álbum de estudio y en solitario de Frankie Ruiz, fue lanzado el 27 de diciembre de 1994, aunque se toma como referencia el año 1995 debido a los pocos días para la llegada del año nuevo. Esta producción cuenta con temas destacados como Tenerte, Mas Alla de la Piel, Obsesión y Mirándote que llegó a ser uno de los más pedidos en los conciertos que ofrecía el cantante. Este álbum estuvo en la categoría Top Latin Albums y Tropical/Salsa de los Billboard Albums. La canción Mirándote estuvo como número uno en la categoría Latin Tropical/Salsa Airplay de los Billboard Singles.  

## Lanzamiento
A mediados de los 90s y luego del éxito que había tenido Frankie Ruiz con sus antecesores discos, aparece en el mercado Mirándote, con ocho temas que lograron una vez más el reconocimiento de importantes medios, destacando el de la revista americana Billboard que posiciona al disco entre los cinco mejores Billboard Albums.

## Lista de canciones
| N.º | Título                       | Compositor(es)                | Duración |  |
| 1.  | «Más Allá de la Piel»        | Ricardo Vizuete               | 4:38     |  |
| 2.  | «No Dudes de Mi»             | Gustavo Márquez               | 5:01     |  |
| 3.  | «Tenerte»                    | Mario Patiño                  | 5:10     |  |
| 4.  | «La Que Me Quita y No Me Da» | Pedro Azael                   | 4:34     |  |
| 5.  | «Mirándote»                  | Cheín García                  | 5:02     |  |
| 6.  | «Obsesión»                   | Pedro Flores / Corinne Oviedo | 4:36     |  |
| 7.  | «Por Haberte Amado Tanto»    | Luis Ángel                    | 5:07     |  |
| 8.  | «Mi Formula de Amor»         | Ricardo Vizuete               | 5:06     |  |

## Ranking Billboard
| U.S. Billboard Albums |                                   |          |
| Año                   | Chart (Lista de éxitos musicales) | Posición |
| 1995                  | Tropical/Salsa                    | 3        |
| 1995                  | Top Latin Albums                  | 16       |

| U.S. Billboard Singles |                    |                                   |          |
| Año                    | Canción            | Chart (Lista de éxitos musicales) | Posición |
| 1994                   | Mirándote          | Latin Tropical/Salsa Airplay      | 1        |
| 1995                   | Mi Formula De Amor | Latin Tropical/Salsa Airplay      | 5        |
| 1995                   | Mirándote          | Hot Latin Tracks                  | 17       |

## Músicos
- Voz - Frankie Ruiz
- Coros - Darvel Garcia Blasco, Domingo Quiñones, Héctor "Pichie" Pérez
- Maracas - Héctor "Pichie" Pérez
- Trompetas - Luis Aquino, Angel "Angie" Machado, Vicente "Cusi" Castillo
- Trombones - Danny Fuentes, Antonio Vázquez, Jorge Díaz
- Piano - Luis R. Quevedo
- Bajo - Pedro Pérez
- Bongos - Celso Clemente Jr.
- Congas - Jimmie Morales
- Timbales - Santiago "Chago" Martínez

## Créditos
- Productor - Vinny Urrutia
- Productor ejecutivo – Oscar Llord
- Ingeniero de sonido – Vinny Urrutia y Juan "Pericles" Covas
- Fotógrafo del disco - Edwin Medina